# کوه برپاو
کوه برپاو (به انگلیسی: Bearpaw Mountain) یک کوه در ایالات متحده آمریکا است که در شهرستان واتکام، واشینگتن واقع شده‌است. کوه برپاو ۱٬۸۵۶٫۵۶ متر بالاتر از سطح دریا واقع شده‌است.